# Nacerdes bicoloripes
Nacerdes bicoloripes es una especie de coleóptero de la familia Oedemeridae.

## Distribución geográfica
Habita en Uganda.